# Coupe du monde junior des clubs de hockey sur glace 2013
Navigation
Coupe du monde 2012 Coupe du monde 2014
Le Coupe du monde junior des clubs de hockey sur glace 2013 est la troisième édition de cette compétition organisée par la Molodiojnaïa Hokkeïnaïa Liga, la ligue junior russe, en association avec la Fédération internationale de hockey sur glace. Elle a lieu du 25 au 31 août 2013 à Omsk en Russie.

## Équipes participantes
| Groupe | Équipe                     | Ligue            | Saison 2012-2013                                                                     |
| ------ | -------------------------- | ---------------- | ------------------------------------------------------------------------------------ |
| A      | Fighting Saints de Dubuque | USHL             | Champion de la Coupe Clark                                                           |
| A      | HC Vítkovice               | Extraliga Junior | Champion de l'Extraliga Junior                                                       |
| A      | Omskie Iastreby            | MHL              | Champion de la Coupe Kharlamov                                                       |
| A      | HK Riga                    | MHL              | Huitième de finales de la MHL                                                        |
| B      | Frölunda HC                | J20 SuperElit    | Quatrième de la J20 SuperElit                                                        |
| B      | HPK Hämeenlinna            | Jr. A SM-liiga   | Champion de la Jr. A SM-liiga                                                        |
| B      | Dinamo-Chinnik Babrouisk   | MHL              | Huitième de finales de la MHL                                                        |
| B      | Wolves de Sudbury          | LHO              | Vainqueur de la Coupe du monde junior des clubs, demi-finale d'association de la LHO |

## Premier tour

### Groupe A
| 25 août 2013 | Fighting Saints de Dubuque | 2-5 (1-1, 1-3, 0-1) | HK Riga | Omsk Arena |

| Feuille de match | Feuille de match                                                | Feuille de match            | Feuille de match | Feuille de match          |
| ---------------- | --------------------------------------------------------------- | --------------------------- | --- | ------------------------- |
|                  | Darrar (Benson, Malone) — 16 min 45 s (SN) Darrar — 25 min 22 s | 0-1 1-1 2-1 2-2 2-3 2-4 2-5 | Jeļisejevs (Begovs, Maslovskis) — 9 min 21 s (SN) Siksna (Lipsbergs, Begovs) — 28 min 51 s (SN) Begovs (Maslovskis, Lipsbergs) — 32 min 5 s (SN) Kondrāts (Kurmis, Ševčenko) — 35 min 16 s Jeļisejevs (Siksna, Begovs, SN) — 52 min 5 s | Arbitrage : Maxim Maximov |
| Arthur Brey      | Gardiens                                                        | Nils Grīnfogels             | | Arbitrage : Maxim Maximov |
| 46 min           | Pénalités                                                       | 47 min                      | | Arbitrage : Maxim Maximov |
|                  |                                                                 |                             | | Arbitrage : Maxim Maximov |

| 25 août 2013 | Omskie Iastreby | 5-1 (4-0, 1-0, 0-1) | HC Vítkovice | Omsk Arena |

| Feuille de match | Feuille de match | Feuille de match        | Feuille de match                   | Feuille de match                          |
| ---------------- | --- | ----------------------- | ---------------------------------- | ----------------------------------------- |
|                  | Dervouk — 3 min 9 s Baskov (Tkatchiov) — 5 min 5 s Kazakov (Semionov) — 9 min 3 s Baskov — 14 min 14 s (SN) Makhanovski — 21 min 43 s (IN) | 1-0 2-0 3-0 4-0 5-0 5-1 | Skutchan (Illéš) — 57 min 1 s (SN) | Arbitrage : Tobias Björk, Yevgeny Romasko |
| Denis Kostin     | Gardiens | René Svoboda            |                                    | Arbitrage : Tobias Björk, Yevgeny Romasko |
| 26 min           | Pénalités | 14 min                  |                                    | Arbitrage : Tobias Björk, Yevgeny Romasko |
|                  | |                         |                                    | Arbitrage : Tobias Björk, Yevgeny Romasko |

| 26 août 2013 | HC Vítkovice | 0-2 (0-0, 0-0, 0-2) | Fighting Saints de Dubuque | Omsk Arena |

| Feuille de match | Feuille de match | Feuille de match | Feuille de match                                               | Feuille de match                               |
| ---------------- | ---------------- | ---------------- | -------------------------------------------------------------- | ---------------------------------------------- |
|                  |                  | 0-1 0-2          | Gaus (J. Ford, Boeing) — 49 min 38 s Malone — 59 min 50 s (CV) | Arbitrage : Mikhaïl Boutourline, Iouri Oskirko |
| René Svoboda     | Gardiens         | Christian Frey   |                                                                | Arbitrage : Mikhaïl Boutourline, Iouri Oskirko |
| 12 min           | Pénalités        | 16 min           |                                                                | Arbitrage : Mikhaïl Boutourline, Iouri Oskirko |
| 35               | Tirs             | 33               |                                                                | Arbitrage : Mikhaïl Boutourline, Iouri Oskirko |

| 26 août 2013 | HK Riga | 3-6 (0-2, 1-2, 2-2) | Omskie Iastreby | Omsk Arena |

| Feuille de match                                     | Feuille de match | Feuille de match                    | Feuille de match | Feuille de match          |
| ---------------------------------------------------- | --- | ----------------------------------- | --- | ------------------------- |
|                                                      | Begovs (Jeļisejevs, Maslovskis) — 24 min 52 s (SN) Jeļisejevs (Siksna, Lipsbergs) — 54 min 48 s (SN) Jeļisejevs (Maslovskis) — 56 min 56 s | 0-1 0-2 0-3 1-3 1-4 1-5 2-5 3-5 3-6 | Semionov (Arefiev, Kazakov) — 10 min 34 s (SN) Koroliov (Semionov, Kazakov) — 17 min 55 s (SN) Kazakov (Semuonov) — 23 min 50 s (SN) Koroliov (Soliankine-Pasternak) — 32 min 48 s (SN) Kazakov (Gloukhov, Tkatchiov) — 44 min 39 s Gorchkov — 59 min 47 s (CV) | Arbitrage : Denis Naoumov |
| Nils Grinfogels (18 min) Rihards Cimermanis (42 min) | Gardiens | Denis Kostine                       | | Arbitrage : Denis Naoumov |
| 16 min                                               | Pénalités | 10 min                              | | Arbitrage : Denis Naoumov |
| 27                                                   | Tirs | 25                                  | | Arbitrage : Denis Naoumov |

| 28 août 2013 | HC Vítkovice | 2-3 (TB) (0-2, 1-0, 1-0, 0-0, 0-1, 0-1) | HK Riga | Omsk Arena 300 spectateurs |

| Feuille de match | Feuille de match                                           | Feuille de match    | Feuille de match                                                                                 | Feuille de match                             |
| ---------------- | ---------------------------------------------------------- | ------------------- | ------------------------------------------------------------------------------------------------ | -------------------------------------------- |
|                  | Němec (Illéš) — 29 min 34 s (SN) Klok (Jonáš) — 55 min 1 s | 0-1 0-2 1-2 2-2 2-3 | Begovs (Lipsbergs, Maslovskis) — 2 min 52 s Galoha (Siksna, Ābols) — 4 min 41 s Ozoliņš — 65 min | Arbitrage : Vladimir Sidorenko, Yury Oskirko |
| René Svoboda     | Gardiens                                                   | Rihards Cimermanis  |                                                                                                  | Arbitrage : Vladimir Sidorenko, Yury Oskirko |
| 22 min           | Pénalités                                                  | 8 min               |                                                                                                  | Arbitrage : Vladimir Sidorenko, Yury Oskirko |
| 14               | Tirs                                                       | 27                  |                                                                                                  | Arbitrage : Vladimir Sidorenko, Yury Oskirko |

| 28 août 2013 | Omskie Iastreby | 4-6 (0-3, 1-1, 3-2) | Fighting Saints de Dubuque | Omsk Arena 7 830 spectateurs |

| Feuille de match                                 | Feuille de match | Feuille de match                        | Feuille de match | Feuille de match                           |
| ------------------------------------------------ | --- | --------------------------------------- | --- | ------------------------------------------ |
|                                                  | Gorshkov (Arefyev) — 20 min 34 s Yakovlev (Urazov) — 43 min 28 s Gorshkov (Arefyev) — 52 min 33 s (SN) Korolev (Semyonov, Solyankin-Pasternak) — 56 min 30 s (SN) | 0-1 0-2 0-3 1-3 1-4 2-4 2-5 3-5 4-5 4-6 | A. Privitera — 5 min 45 s (SN) McHugh (Klimek) — 16 min 24 s (SN) Benson (Eiserman) — 18 min 57 s Malone (Darrar) — 27 min 27 s Gaus (A. Privitera) — 44 min 59 s McHugh — 59 min 25 s (SN + CV) | Arbitrage : Tobias Björk, Mikhail Buturlin |
| Denis Kostine (19 min), Denis Khramtsov (40 min) | Gardiens | Christian Frey                          | | Arbitrage : Tobias Björk, Mikhail Buturlin |
| 16 min                                           | Pénalités | 18 min                                  | | Arbitrage : Tobias Björk, Mikhail Buturlin |
| 31                                               | Tirs | 30                                      | | Arbitrage : Tobias Björk, Mikhail Buturlin |

| Clt   | Équipe                     | PJ | V | VP | D | DP | BP | BC | Diff | Pts |
| ----- | -------------------------- | -- | - | -- | - | -- | -- | -- | ---- | --- |
| +001, | Fighting Saints de Dubuque | 3  | 2 | 0  | 1 | 0  | 10 | 9  | +1   | 6   |
| +002, | Omskie Iastreby            | 2  | 2 | 0  | 1 | 0  | 15 | 10 | +5   | 3   |
| +003, | HK Riga                    | 3  | 1 | 1  | 1 | 0  | 11 | 10 | +1   | 5   |
| +004, | HC Vítkovice               | 3  | 0 | 0  | 2 | 1  | 3  | 10 | –7   | 1   |

- Qualifié pour les demi-finales

### Groupe B
| 25 août 2013 | Wolves de Sudbury | 1-5 (1-1, 0-2, 0-2) | Dinamo-Chinnik Babrouisk | Complexe Viktor Blinov |

| Feuille de match | Feuille de match                         | Feuille de match       | Feuille de match | Feuille de match                           |
| ---------------- | ---------------------------------------- | ---------------------- | --- | ------------------------------------------ |
|                  | Raine (Kubalík, Kahun) — 8 min 24 s (SN) | 1-0 1-1 1- 1-3 1-4 1-5 | Drindrozhik (Misnikov, Ambrozheichik) — 13 min 8 s (SN) Drankov — 21 min 26 s Drindrozhik (Zozon) — 26 min 6 s (SN) Buynitskiy — 42 min 30 s Veremyev (Kuznetsov) — 54 min 53 s (SN) | Arbitrage : Denis Naumov, Mikhail Buturlin |
| Frank Palazzese  | Gardiens                                 | Mikhail Karnaukhov     | | Arbitrage : Denis Naumov, Mikhail Buturlin |
| 16 min           | Pénalités                                | 10 min                 | | Arbitrage : Denis Naumov, Mikhail Buturlin |
|                  |                                          |                        | | Arbitrage : Denis Naumov, Mikhail Buturlin |

| 25 août 2013 | Frölunda HC | 3-4 (1-0, 1-2, 2-3) | HPK Hämeenlinna | Complexe Viktor Blinov |

| Feuille de match | Feuille de match                                                                                 | Feuille de match            | Feuille de match | Feuille de match                    |
| ---------------- | ------------------------------------------------------------------------------------------------ | --------------------------- | --- | ----------------------------------- |
|                  | Karlsson — 18 min 47 s (SN) Søberg — 23 min 1 s Karlsson (Hallesjö, Lagesson) — 48 min 28 s (SN) | 1-0 2-0 2-1 2-2 2-3 3-3 3-4 | Virta (Vuoti, Valtonen) — 27 min 48 s (SN) Monto (Arkiomaa) — 37 min 42 s (SN) Allen (Arkiomaa, Monto) — 40 min 50 s (SN) Valtonen (Virta, Vuoti) — 55 min 42 s (SN) | Arbitrage : Tim Maier, Yury Oskirko |
| Fredrik Bergvik  | Gardiens                                                                                         | Joonas Toivonen             | | Arbitrage : Tim Maier, Yury Oskirko |
| 8 min            | Pénalités                                                                                        | 12 min                      | | Arbitrage : Tim Maier, Yury Oskirko |
|                  |                                                                                                  |                             | | Arbitrage : Tim Maier, Yury Oskirko |

| 26 août 2013 | HPK Hämeenlinna | 4-3 (1-0, 0-0, 3-3) | Wolves de Sudbury | Complexe Viktor Blinov |

| Feuille de match | Feuille de match | Feuille de match            | Feuille de match                                                                                                 | Feuille de match                             |
| ---------------- | --- | --------------------------- | --- | -------------------------------------------- |
|                  | Monto (Haaranen) — 3 min 24 s (SN) Nikkinen (Arkiomaa, Monto) — 41 min 1 s (SN) Ahlgren — 42 min 34 s Monto (Vuoti, Arkiomaa) — 59 min 15 s | 1-0 2-0 3-0 3-1 3-2 3-3 4-3 | Kubalík (Baptiste, Kahun) — 43 min 58 s Baptiste (Campagna) — 47 min 6 s (SN) Kahun (Baptiste) — 54 min 4 s (SN) | Arbitrage : Tobias Björk, Vladimir Sidorenko |
| Joonas Toivonen  | Gardiens | Taylor Dupuis               | | Arbitrage : Tobias Björk, Vladimir Sidorenko |
| 12 min           | Pénalités | 20 min                      | | Arbitrage : Tobias Björk, Vladimir Sidorenko |
|                  | |                             | | Arbitrage : Tobias Björk, Vladimir Sidorenko |

| 26 août 2013 | Dinamo-Chinnik Babrouisk | 2-5 (1-2, 0-1, 1-2) | Frölunda HC | Complexe Viktor Blinov |

| Feuille de match   | Feuille de match                                                                  | Feuille de match            | Feuille de match | Feuille de match                           |
| ------------------ | --------------------------------------------------------------------------------- | --------------------------- | --- | ------------------------------------------ |
|                    | Kashan (Afonin) — 7 min 42 s (SN) Misnikov (Ambrozheichik, Kovrakh) — 40 min 18 s | 0-1 1-1 1-2 1-3 2-3 2-4 2-5 | Söderqvist — 3 min 34 s Lindell — 8 min 57 s (IN) Elgestål (Engvall) — 22 min 11 s Lagesson (Söderqvist) — 50 min 18 s (SN) Söderqvist (Søberg) — 53 min 20 s (SN) | Arbitrage : Maxim Maximov, Yevgeny Romasko |
| Mikhail Karnaukhov | Gardiens                                                                          | Fredrik Bergvik             | | Arbitrage : Maxim Maximov, Yevgeny Romasko |
| 55 min             | Pénalités                                                                         | 22 min                      | | Arbitrage : Maxim Maximov, Yevgeny Romasko |
| 17                 | Tirs                                                                              | 26                          | | Arbitrage : Maxim Maximov, Yevgeny Romasko |

| 28 août 2013 | HPK Hämeenlinna | 2-3 (0-2, 1-1, 1-0) | Dinamo-Chinnik Babrouisk | Complexe Viktor Blinov 300 spectateurs |

| Feuille de match | Feuille de match                                                         | Feuille de match    | Feuille de match | Feuille de match                          |
| ---------------- | ------------------------------------------------------------------------ | ------------------- | --- | ----------------------------------------- |
|                  | Virta (Valtonen, Franssila) — 37 min 26 s Arkiomaa (Virta) — 50 min 46 s | 0-1 0-2 0-3 1-3 2-3 | Drindrozhik (Misnikov, Ambrozheichik) — 7 min 27 s (SN) Valkov (Drankov) — 7 min 53 s Kuznetsov (Kachan) — 23 min 21 s (IN) | Arbitrage : Maksim Maksimov Denis Naoumov |
| Joonas Toivonen  | Gardiens                                                                 | Gleb Ageyev         | | Arbitrage : Maksim Maksimov Denis Naoumov |
| 6 min            | Pénalités                                                                | 14 min              | | Arbitrage : Maksim Maksimov Denis Naoumov |
| 34               | Tirs                                                                     | 17                  | | Arbitrage : Maksim Maksimov Denis Naoumov |

| 28 août 2013 | Frölunda HC | 1-4 (0-1, 1-3, 0-0) | Wolves de Sudbury | Complexe Viktor Blinov 500 spectateurs |

| Feuille de match | Feuille de match                | Feuille de match                               | Feuille de match | Feuille de match                       |
| ---------------- | ------------------------------- | ---------------------------------------------- | --- | -------------------------------------- |
|                  | Søberg (Elgestål) — 30 min 21 s | 0-1 0-2 1-2 1-3 1-4                            | Kahun (Campagna) — 15 min 12 s (SN) Cull (Campagna, Genovese) — 25 min 50 s Kubalík (Kahun) — 37 min 8 s (SN) de Haan (Kahun, Kubalík) — 39 min 48 s (SN) | Arbitrage : Tim Maier, Yevgeny Romasko |
| Fredrik Bergvik  | Gardiens                        | Frank Palazzese (59 min) Taylor Dupuis (1 min) | | Arbitrage : Tim Maier, Yevgeny Romasko |
| 16 min           | Pénalités                       | 26 min                                         | | Arbitrage : Tim Maier, Yevgeny Romasko |
| 31               | Tirs                            | 17                                             | | Arbitrage : Tim Maier, Yevgeny Romasko |

| Clt   | Équipe                   | PJ | V | VP | D | DP | BP | BC | Diff | Pts |
| ----- | ------------------------ | -- | - | -- | - | -- | -- | -- | ---- | --- |
| +001, | Dinamo-Chinnik Babrouisk | 2  | 2 | 0  | 1 | 0  | 10 | 8  | +2   | 6   |
| +002, | HPK Hämeenlinna          | 2  | 2 | 0  | 1 | 0  | 10 | 9  | +1   | 6   |
| +003, | Wolves de Sudbury        | 2  | 1 | 0  | 2 | 0  | 8  | 10 | -2   | 3   |
| +004, | Frölunda HC              | 2  | 1 | 0  | 2 | 0  | 9  | 10 | –1   | 3   |

- Qualifié pour les demi-finales

## Matchs de classement

### Match pour la septième place
| 29 août 2013 | Frölunda HC | 5-2 (2-1, 3-0, 0-1) | HC Vítkovice | Complexe Viktor Blinov |

| Feuille de match | Feuille de match | Feuille de match | Feuille de match | Feuille de match |
| ---------------- | ---------------- | ---------------- | ---------------- | ---------------- |
|                  |                  |                  |                  |                  |
|                  |                  |                  |                  |                  |
|                  |                  |                  |                  |                  |
|                  |                  |                  |                  |                  |

### Match pour la cinquième place
| 29 août 2013 | HK Riga | 3-2 (1-0, 1-1, 1-1) | Wolves de Sudbury | Complexe Viktor Blinov |

| Feuille de match | Feuille de match | Feuille de match | Feuille de match | Feuille de match |
| ---------------- | ---------------- | ---------------- | ---------------- | ---------------- |
|                  |                  |                  |                  |                  |
|                  |                  |                  |                  |                  |
|                  |                  |                  |                  |                  |
|                  |                  |                  |                  |                  |

## Phase finale

### Tableau
|  | Demi-finales               | Demi-finales    |                        |   | Finale       | Finale       |
|  | Demi-finales               | Demi-finales    |                        |   | Finale       | Finale       |
|  |                            |                 |                        |   |              |              |
|  | 29 août 2013               | 29 août 2013    |                        |   | 31 août 2013 | 31 août 2013 |
|  | 29 août 2013               | 29 août 2013    |                        |   | 31 août 2013 | 31 août 2013 |
|  | Dinamo-Chinnik Babrouisk   | 0               |                        |   | 31 août 2013 | 31 août 2013 |
|  | Dinamo-Chinnik Babrouisk   | 0               |                        |   | 31 août 2013 | 31 août 2013 |
|  | Omskie Iastreby            | 3               |                        |   | 31 août 2013 | 31 août 2013 |
|  | Omskie Iastreby            | 3               | Omskie Iastreby        | 2 |              |              |
|  | 29 août 2013               |                 | Omskie Iastreby        | 2 |              |              |
|  |                            | HPK Hämeenlinna | 0                      |   |              |              |
|  | Fighting Saints de Dubuque | HPK Hämeenlinna | 0                      | 2 |              |              |
|  | Fighting Saints de Dubuque |                 |                        | 2 |              |              |
|  | HPK Hämeenlinna            | 3               |                        |   |              |              |
|  | HPK Hämeenlinna            | 3               | Match pour la 3e place |   |              |              |
|  |                            |                 |                        |   |              |              |
|  | 31 août 2013               |                 |                        |   |              |              |
|  |                            |                 |                        |   |              |              |
|  | Dinamo-Chinnik Babrouisk   | 1               |                        |   |              |              |
|  | Dinamo-Chinnik Babrouisk   | 1               |                        |   |              |              |
|  | Fighting Saints de Dubuque | 4               |                        |   |              |              |
|  | Fighting Saints de Dubuque | 4               |                        |   |              |              |

### Détails des rencontres

#### Demi-finales
| 29 août 2013 | Dinamo-Chinnik Babrouisk | 0-3 (0-1, 0-0, 0-2) | Omskie Iastreby | Omsk Arena |

| 26 août 2013 | Fighting Saints de Dubuque | 2-3 (0-1, 1-2, 1-0) | HPK Hämeenlinna | Omsk Arena |

#### Match pour la troisième place
| 31 août 2013 | Dinamo-Chinnik Babrouisk | 1-4 (0-1, 0-2, 1-1) | Fighting Saints de Dubuque | Omsk Arena |

#### Finale
| 31 août 2013 | Omskie Iastreby | 2-0 (1-0, 1-0, 0-0) | HPK Hämeenlinna | Omsk Arena |

## Classement final
|   | Équipe                     |
| - | -------------------------- |
| 1 | Omskie Iastreby            |
| 2 | HPK Hämeenlinna            |
| 3 | Fighting Saints de Dubuque |
| 4 | Dinamo-Chinnik Babrouisk   |
| 5 | HK Riga                    |
| 6 | Wolves de Sudbury          |
| 7 | Frölunda HC                |
| 8 | HC Vítkovice               |